# ブルックリン・チルドレンズ・ミュージアム
ブルックリン・チルドレンズ・ミュージアム (Brooklyn Children's Museum) は、ニューヨーク市ブルックリン、クラウン・ハイツにあるチルドレンズ・ミュージアムである。1899年に設立されたこのミュージアムは、米国で最初のチルドレンズ・ミュージアムであり、世界で最初のチルドレンズ・ミュージアム博物館でもある。  
この地のように住宅地にあるチルドレンズ・ミュージアムは世界でも珍しいケースである 。
多層の地下ギャラリーに収容されていた 、ミュージアムは、スペースを2倍にするために拡張と改修が行われ、2008年9月20日に再開され、ニューヨーク市で最初のグリーン・ミュージアムになった。

## 展示物
ミュージアムのコレクションと展示は、その長い歴史だけでなく、時間の経過に伴う子供の教育ニーズの変化と変化する環境を反映している。当初の焦点は、都市環境で育った子供たちへの自然科学の提示であったが、第二次世界大戦後、技術と文化的な意識がより重要になってきた 。 1975年の移転後に、ミュージアムが配置された地下ギャラリーは、発展していく展示を配置するための理想的な場所を提供していた。ミュージアムは、若い入館者の興味を引くことだけを目的としたのではなく、若い頃から彼らの心を惹きつけることを目的としていた。子供たちはミュージアムの展示の計画に広く貢献しており、その歴史のかなりの部分でそうしてきた。

## 歴史
博物館は、1899年12月16日にブルックリン芸術科学研究所（現在のブルックリン美術館）からの提案に従って、アダムズハウスに設立された 。博物館はブルックリン研究所の指導の下で運営され、受け取った寄付を補うためにニューヨーク市から毎年約70,000ドルの助成金を受け取った。来館者は急速に増加し、1905年10月までに月間訪問者数は13,000人を超えた。
1929年、博物館は、別館スミス・ハウスを開館した。エレノア・ルーズベルトが式典に出席した。 1930年、公共事業促進局は、大恐慌でクビになった何百人もの労働者を博物館に供給した。これらの労働者の中には、作家としてのキャリアが始まる前に壁画を描いた児童文学作家エリス・クレッドルもいた。1930年10月までに月間訪問者数は60,000人に達し、1939年までに博物館は40年前に開館して以来900万人以上の来館者を受け入れた。 1968年、ブルックリン子供博物館は、ベッドフォード・リンカーン・ネイバーフッドミュージアム、MUSEを開館した。 1975年に、博物館は、セント・マークス・アヴェニューとブルックリン・アヴェニューの交差するのブラワー公園のそばの角地に、建築賞を受賞したスペースに移動した。ここはこれまでもそうだったような建物の地下で、そのためヴィクトリア朝風の建物の解体を伴った。1996年に、博物館は再び700万ドルの費用で改装され、ミニチュア円形劇場といくつかの新しい展示室を加えた。 2年後、ブルックリンへの観光を促進するために設立された文化的パートナーシップであるハート・オブ・ブルックリンの一部となった。
2005年には、ミュージアムは、ニューヨーク市の市長マイケル・ブルームバーグからの寄付によって可能になった、カーネギー財団からの2,000万ドルの助成金の一部を受け取ったニューヨーク市の406の芸術および社会福祉団体の1つになった。
同じ年に、博物館の規模をほぼ2倍にする4,300万ドルの増築工事が始まり、毎年40万人以上の来館者を受け入れた。
環境保全とエネルギー効率への取り組みの一環として、このミュージアムは、暖房と冷房の目的で地熱井を使用した最初のニューヨーク市の博物館であるとの評価を受けている
。